# Dezvoltare cu utilizare mixtă

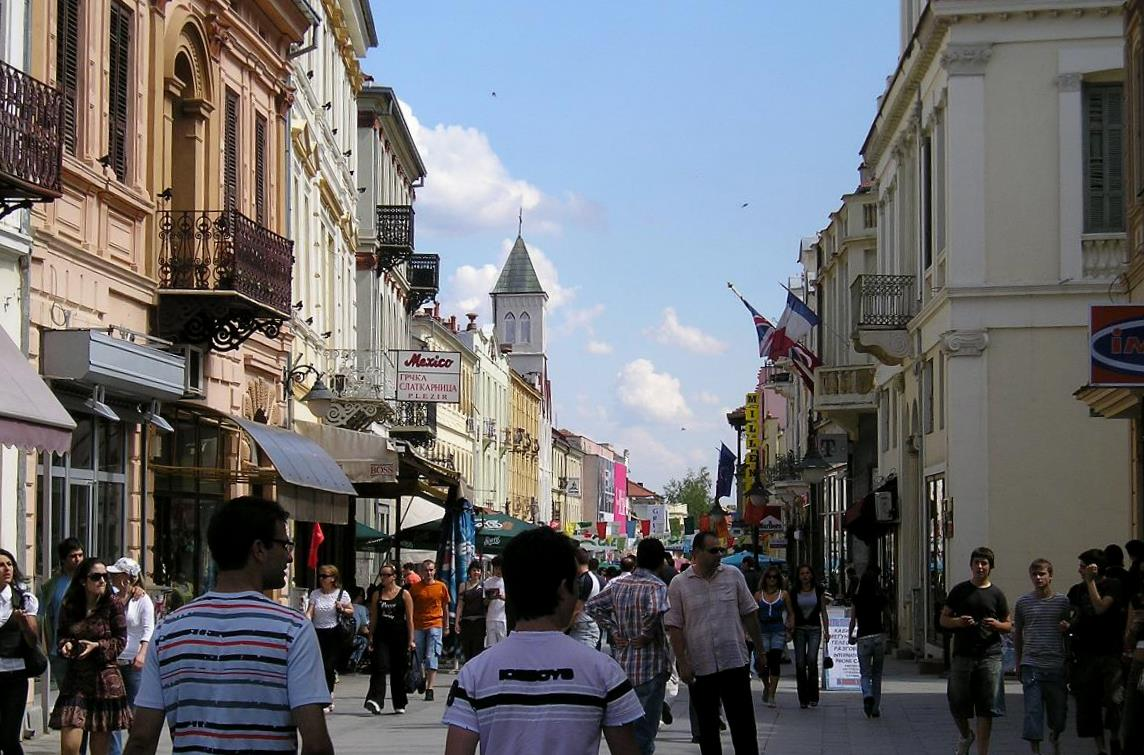
Model tradițional de dezvoltare mixtă într-un centru al orașului: Bitola, Macedonia de Nord

Utilizare mixtă este un stil de  dezvoltare urbană, planificare urbană și/sau un tip zonare care îmbină utilizările rezidențiale, comerciale, culturale, instituționale sau de divertisment într-un singur spațiu, în care aceste funcții sunt într-o anumită măsură integrate fizic și funcțional și care oferă conexiuni pietonale. Dezvoltarea cu utilizare mixtă poate fi aplicată unei singure clădiri, unui bloc sau unui cartier sau unei politici de zonare într-un oraș întreg sau într-o altă unitate politică. Aceste proiecte pot fi finalizate de un dezvoltator privat, de o agenție (cvasi-) guvernamentală sau de o combinație a acestora. O dezvoltare cu utilizare mixtă poate fi o construcție nouă, reutilizarea unei clădiri existente sau a unui sit de teren accidentat sau o combinație.